# Назаровка (Рязанская область)
Назаровка — село в Чучковском районе Рязанской области России. Входит в Завидовское сельское поселение.
Железнодорожная станция на линии Рязань — Рузаевка. 

## Географическое положение
Село расположено в западной части района, в 12 километрах северо западнее районного центра рабочего поселка Чучково.

## Население
| 1981 | 2010 |
| ---- | ---- |
| 1300 | ↘417 |